# Гуґо Дістлер
Гу́ґо Ді́стлер (нім. Hugo Distler; 24 червня 1908, Нюнберг — 1 листопада 1942, Берлін) — німецький композитор та визначний представник лютеранської хорової та органної музики XX століття. Вважається одним з найвидатніших діячів руху оновлення в лютеранській церковній музиці після 1920 року.

## Біографія

### Дитинство та молодість
Гуґо Дістлер народився у 1908 році у Нюнберзі, бувши позашлюбною дитиною модистки Гелене Дістлер та інженера Авґуста Луїса Ґоттгільфа Рота. Мати назвала сина Гуґо на честь свого зведеного брата Гуґо Герца, який емігрував до США у 1925 році. 1912 року Гелене Дістлер залишила свого чотирирічного сина та емігрувала з своїм чоловіком Антоні Метером до США.
З того часу до свого одинадцятиріччя Гуґо жив під опікою своїх бабусі Куніґунди Герц (Дістлер в першому шлюбі) та дідуся Йоганна Міхаеля Герца, який володів у Нюнберзі двома м'ясними магазинами. За порадою першої вчительки Гуґо дідусь та бабуся придбали для свого внука фортепіано та забезпечили йому навчання гри на фортепіано, яке хлопчик розпочав у семирічному віці у класі Елізабет Вайдманн, та навчання у гімназії.
У 1919 році мати Гуґо повернулася з Америки після смерті свого чоловіка. У США вона народила другого сина Антоні, який став мешкати разом з ними у Нюнберзі. Гуґо проявляв симпатію до свого молодшого зведеного брата, проте, зазнавав постійних образ від своєї матері, яка не приховувала свою прихильність до молодшого брата. 1923 року мати остаточно залишила Гуґо і переїхала з Антоні в іншу частину міста Нюнберга. Відтоді Гуґо знову замешкав з своїми дідусем і бабусею, які збідніли через інфляцію. Після смерті Куніґунди Герц у 1925 році дідусь та онук були змушені жити у злиднях.
Через нестачу грошей Гуґо Дістлер був змушений залишити приватну музичну школу Карла Дюпона, у котрого він до того часу брав уроки гри на фортепіано. Гуґо подавав заявку на стипендію у муніципальну консерваторію Нюнберга, але, на жаль, двічі його кандидатура була відхилена. Відтоді Карл Дюпон навчав Гуґо безкоштовно, зважаючи на талант свого учня.

### Навчання і перша робота органістом
Після закінчення гімназії весною 1927 року Гуґо подав заявку в Лейпцизьку консерваторію музики, здавши вступні екзамени на відмінно. 1930 року помер дідусь Гуґо Дістлера, котрий, попри власну бідність, фінансував навчання музиці свого внука. Як наслідок Великої депресії, рівень безробітності у Німеччині у 1930 році становив 15,7 відсотків, у 1931 році він піднявся до 23,9 відсотків, що утруднювало Гуґо Дістлеру пошук робочого місця. Врешті, його викладач органу Ґюнтер Рамін порекомендував йому посаду органіста в Якобікірхе в Любеку, де Дістлер почав працювати 1 січня 1931 року.
Пастор у церкві св. Якобі — Аксель Вернео Кюль — був палким прихильником літургійного руху, таким чином він надихнув Дістлера на написання «Циклу пір року» (Jahrkreis op. 5) — збірку 52 невеликих духовних хорових творів. Осінню 1931 року Дістлер завершив «Німецьку хорову месу» (Deutsche Choralmesse), а в 1932 році такі твори як «Хоральні страсті» (Choralpassion op. 7), «Маленьку музику для Адвенту» (Kleine Adventsmusik op. 4) та органну партиту Nun komm, der Heiden Heiland op. 8,1. Дістлер написав основну частину «Духовної хорової музики» (Geistlichen Chormusik op. 12) у Любеку, де також познайомився зі своєю дружиною Вальтрауд Тінгауз (1911–1988).

### Творча діяльність у часи націонал-соціалізму
11 січня 1933 року, в день «захоплення влади», ще не маючи нового контракту, Дістлер подав заяву на звільнення з посади органіста в церкві св. Якобі. Пізніше він був змушений скасувати свою заяву, бо не дотримався умов трудового договору. У жовтні 1933 року Гуґо Дістлер отримав посаду доцента у новоствореній Державній консерваторії м. Любека. З травня 1933 року він добивався створення власного інституту церковної музики на базі консерваторії, що привело до довготривалого конфлікту з державним комісаром та колишнім пастором «Німецьких християн» — Ульріхом Бурґшталлером.
Однак, для того щоб досягти свою церковно-музичну ціль (він спромігся офіційного схвалення свого плану в березні 1935 року), Гуґо Дістлер мусів відповідно віддячити нацистській державі у культурній царині. Таким чином, у квітні 1934 року він перервав свою роботу над духовними композиціями, серед них і над «Танком смерті», для того щоб протягом трьох з половиною тижнів працювати над музичним дорученням написати світську тінґшпіль-кантату «Вічна Німеччина» на патріотичних текстах поета Вольфрама Брокмейера. Дістлер так повідомляв свого шваґра Еріка Тінгауза про написання цього твору:
«Я мушу написати музику до одного політичного свята [до] середини травня […] Я сиджу і потію над величезною роботою: 20 номерів за менш ніж чотири тижні, серед них увертюри для великого оркестру […], фінал для хору та оркестру […], 5 акапельних хорів, 8 танців, 4 мелодрами та один органний твір».
Вальтрауд Дістлер так повідомляла своєму брату про прем'єру цього твору у Державному театрі Любека: «На днях всюди були добрі відгуки про театральну виставу, судили добре всюди, принаймні про музику. Про режисерську постановку у публіки різна думка. Брокмеєр справляє не дуже хороше враження, до речі, він має отримати за свій прихід 100 райхсмарок!!! Гуґо ж нічого — за всю його роботу».
Гуґо Дістлер не видав свою роботу і не надав їй жодної нумерації опусу, натомість він використовував її як матеріял для своєї подальшої роботи..

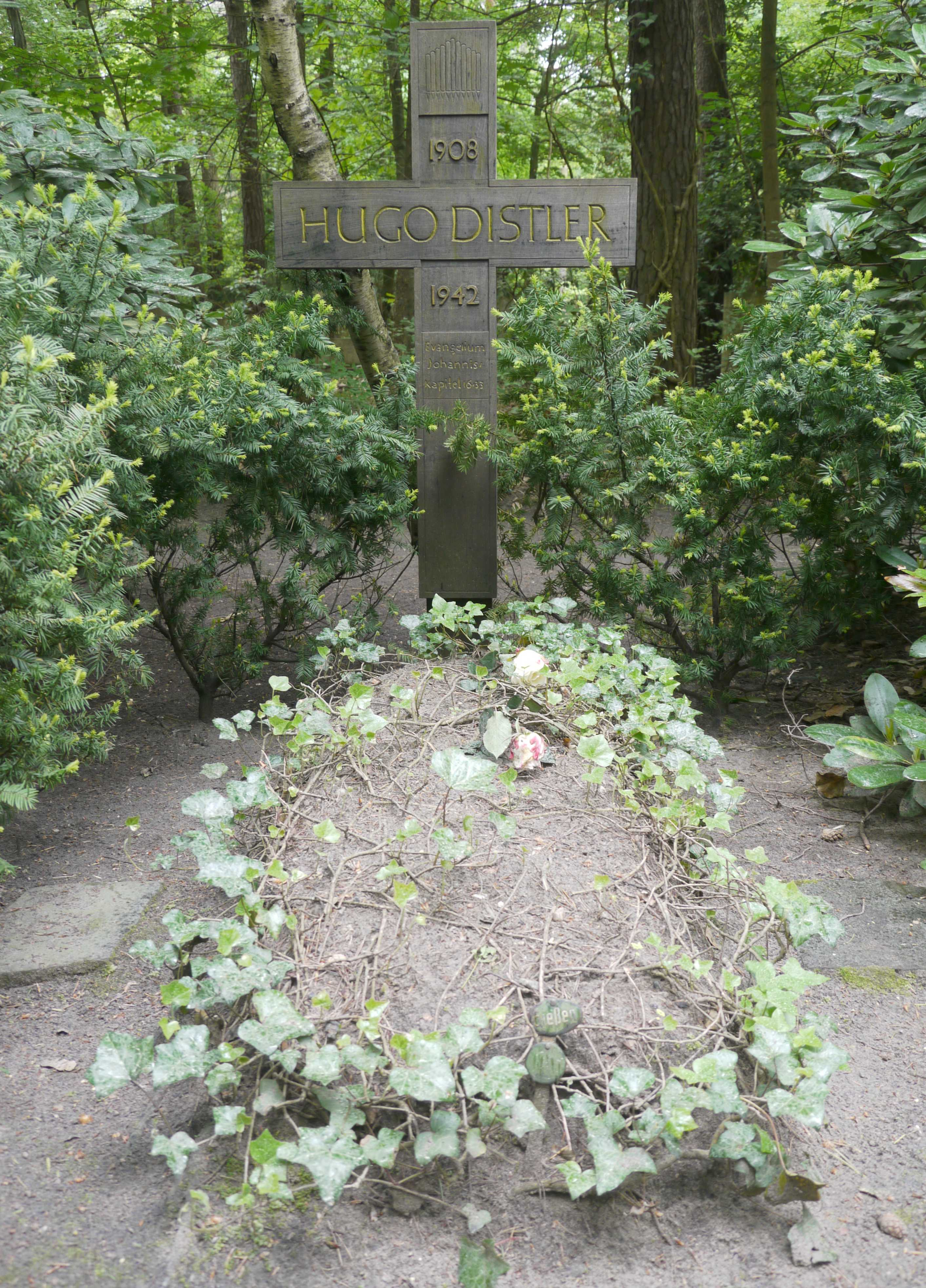
Могила Гуґо Дістлера на південно-західному церковному кладовищі у Штансдорфі

У грудні 1936 року націонал-соціалісти намагалися перешкодити виконанню «Різдвяної історії» в церкві св. Якобі. Ґестапо розігнало зібрання лютеранських християн та ув'язнило учня Дістлера — Яна Бендера. Дістлер поспіхом виїхав з Любека, а з 1 квітня 1937 року обійняв посаду викладача музичної теорії, музичної форми та диригування в Штутґартській вищій школі музики та театру. Крім того він очолив університетський хор та ансамбль.
Восени 1940 року Дістлер отримує посаду професора диригування, сольфеджіо, композиції та органної музики в Берлінській державній вищій музичній школі. Він переїжджає разом із сім'єю та осідає в Штраусберзі. У квітні 1942 року Дістлер очолив Берлінський державний та катедральний хор та переселився у службову квартиру неподалік Берлінського собору. У цей час він потрапив під пильний нагляд СС: як і у Любеку в 1933 році (коли він репетирував духовні хорові твори з «Циклу пір року» з юнаками хору церкви св. Якобі), юнаки з Гітлер'юґенд знову перешкоджали і саботували його церковну музичну роботу. Хористи Берлінського собору мусили виконувати службу в Гітлер'юґенд якраз в той час, коли були заплановані репетиції хору в соборі.
14 жовтня 1942 року Гуґо Дістлер отримав свою шосту повістку в армію (п'ять раз він спромігся уникнути служби). 1 листопада 1942 року Дістлер поїхав з Штаусберга в Берлін, щоб ще раз музично супроводжувати Богослужіння в Берлінському соборі. Після того він вирушив до своєї службової квартири на Баугофштрассе, де наклав на себе руки.
Могила Дістлера знаходиться на південно-західному церковному кладовищі у Штансдорфі. На надгробному хресті вибрано цитату з Євангелія від Івана 16, 33: «Сказав я вам це, щоб ви мали в мені мир. У світі страждатимете. Та бадьоріться! Я бо подолав світ».

### Відношення до націонал-соціалізму
Під впливом свого викладача композиції Германа Ґрабнера, пастора Якобінікірхе Акселя Вернера Кюля та кантора Бруно Ґрусніка, які були членами НСДАП, Дістлер вступив в НСДАП після «захоплення влади» націонал-соціалістами та був зареєстрований у партії з 1 травня 1933 року під номером 2.806.768. Його біографиня Барбара Дістлер-Гарт також зазначала, що його вступ у партію був за порадою наставників і суто з тактичних причин.
Після самогубства Дістлера 1 листопада 1942 року в пресі були написані позитивні некрологи про музиканта, наприклад, газата «Der Musikerzieher» писала: «Німецьке музичне життя зазнало великої втрати у зв'язку з раптовою смертю молодого 34-річного композитора Гуґо Дістлера».

## Творчість
У першу чергу Дістлер є відомим композитором духовної та світової хорової музики. До його хорових творів належать:
- 1932: «Хоральні страсті» (Choralpassion op. 7) для п'ятиголосого змішаного хору і двох солістів
- 1933: «Цикл пір року» (Der Jahrkreis, 52), хорові твори на два та три голоси, написані на основі досвіду та вимог церковно-музичної практики
- 1933: «Різдвяна історія» (Die Weihnachtsgeschichte op. 10) для змішаного хору та чотирьох солістів
- 1935–1941: «Духовна хорова музика» (Geistlichen Chormusik op. 12), збірка дев'яти мотетів для церковного року, до якої під номером 2 належить «Танок смерті»
- 1938/39: збірник пісень для хору (Mörike-Chorliederbuch)

Крім того, Дістлер також компонував органну музику, наприклад, партити, хорали, сонати, два концерти для клавесина (1930/32 und 1935) та камерну музику. Він упорядкував книгу «Функціональне навчання гармонії» (1940).
Дістлер належить до одних з найвидатніших діячів руху оновлення в протестанській церковній музиці після 1920 року. Цілі та ідеали цього руху ясно виражені у музиці Дістлера, яка, попри легкість у виконанні, завжди відображає високий художній рівень. Вокальні композиції Дістлера беруть свій початок з вокальних мелодій, пристосованих до людського дихання; тональні основи цих мелодій часто походять з натуральних ладів та пентатонік.
Різноманітний ритм творів Дістлера базується на моделях епохи Відродження та бароко, але дозволяє набагато більшу свободу, яка відображається у змінах такту та частій зміні сильних долей. Поєднання метрично і ритмічно протилежних окремих голосів часто створює живий поліфонічний і поліритмічной симбіоз.

## Каталог творів

### Вокальна музика
- op. 2: Herzlich lieb hab ich dich, o Herr, мотети для двох змішаних хорів (1931)
- op. 3: «Німецька хорова меса» (Deutsche Choralmesse), для шестиголосого змішаного хору (1932)
- op. 4: «Маленька музика для Адвенту» (Kleine Adventsmusik), для флейти, гобоя, скрипки, камерного хору, органу та читця (1932)
- op. 5: «Цикл пір року» (Jahrkreis), збірка 52 хорових та речетативних мотетів на два і три голоси невеликих духовних хорових творів (1933)
- op. 6a: Christ, der du bist der helle Tag, мала духовна «Вечірня музика» (Abendmusik Nr. 1) для триголосого хору, 2 скрипок та B.c. (1933)
- op. 6b: 3 малі «Хоральні мотети» (Choralmotetten Nr. 2) для змішаного хору (1933) (Es ist das Heil uns kommen her, Komm, Heiliger Geist, Herre Gott, Lobe den Herren).
- op. 7: «Хоральні страсті» (Choralpassion) за чотирма євангеліями Святого Письма (1933)
- op. 8c: «Малі хоральні обробки» (Kleine Choralbearbeitungen) (1938)
- op. 9a: An die Natur, для чотириголосого хору, соло сопрано та смичкових інструментів (1933)
- op. 9b: Das Lied von der Glocke, для солістів, хору та оркестру (1934)
- op. 10 «Різдвяна історія» (Die Weihnachtsgeschichte) для змішаного камерного хору та чотирьох солістів (1933)
- op. 11: Wo Gott zu Haus nit gibt sein Gunst, кантата (1935)
- op. 12: «Духовна хорова музика» (Geistlichen Chormusik), збірка дев'яти мотетів для церковного року (1934–1941)
- op. 13: Літургійні твори
- op. 16: Нова книга з хоровими піснями (Neues Chorliederbuch) (1936–1938)
- op. 17: Духовні концерти для високих голосів та органу (1938)
- op. 19: Збірник пісень для хору (Mörike-Chorliederbuch) (1939)
- op. 20a: Народна пісня (Das Volkslied)
- op. 21: Lied am Herde, сольна кантата для баритона та фортепіано (1941)

Твори без нумерації опусів:
- Кантата Лютера з нагоди 400-річчя святкування Реформації (1931)
- Три пісні для соло альта та фортепіано (1931)
- Ewiges Deutschland, світова пісенно-театральна кантата для читця, хору та оркестру (1934)
- Deutschland und Deutsch-Österreich, einem Stamm entsprossen, для чоловічого хору (1934)
- Мала літня кантата для двох сопран та струнного квартету (1942)
- Ein Lied zum Mitsingen, для соліста та фортепіано
- Der Mond ist aufgegangen, для одноголосого жіночого хору, скрипки, альта і гобоя
- Три світові пісні для хору, написані на старовинні тексти в новому аранжуванні
- Vöglein Schwermut, для чоловічого хору
- Abendlied eines Reisenden, для чоловічого хору
- Gräßliche Ballade, для чоловічого хору
- Окремі мотети та пісні для хору:
  - Ach Herr, ich bin nicht wert
  - Christum wir sollen loben schon
  - Der Tag hat sich geneiget
  - Die Sonne geht von hinnen
  - Es geht ein dunkle Wolk herein
  - Gott der Vater wohn bei uns
  - Heut triumphieret Gottes Sohn
  - Jesus Christus gestern und heute
  - Lobt Gott ihr Christen
  - Macht hoch die Tür
  - Nun freut euch, liebe Christen
  - Nun ruhen alle Wälder
  - O Heiland, reiß die Himmel auf
  - O Mensch, bewein dein Sünde groß
  - Vom Himmel hoch, o Englein kommt
  - Wacht auf, es tut Euch not
  - Wie schön leuchtet der Morgenstern

### Камерна музика
- op. 1: Концертна соната для двох фортепіан (1931)
- op. 14: Концерт для клавесина і струнного оркестру (1936)
- op. 15a: Соната про стару німецьку народну пісню для двох скрипок та фортепіано (1938)
- op. 15b: Одинадцять малих фортепіанних творів для молоді
- op. 20b: Музика для чотирьох струнних інструментів у двох частинах (1939)
- op. 20c: Концертний твір в ля мінор для двох фортепіан (1939)

Твори без нумерації опусів:
- Мала соната в до мажор для фортепіано (1927)
- Камерна музика для флейти, гобоя, скрипки, альта, віолончелі і фортепіано (1929)
- Концерт для клавесина та одинадцяти сольних інструментів (1930–1932)
- Концертні твори для фортепіано та оркестру (1937)

### Органні твори
- op. 8a: Nun komm der Heiden Heiland, органна партита Nr. 1 (1933)
- op. 8b: Wachet auf, ruft uns die Stimme, органна партита Nr. 2 (1935)
- op. 18a: 30 музичних творів для малого органу або інших клавішних інструментів Nr. 1 (1938)

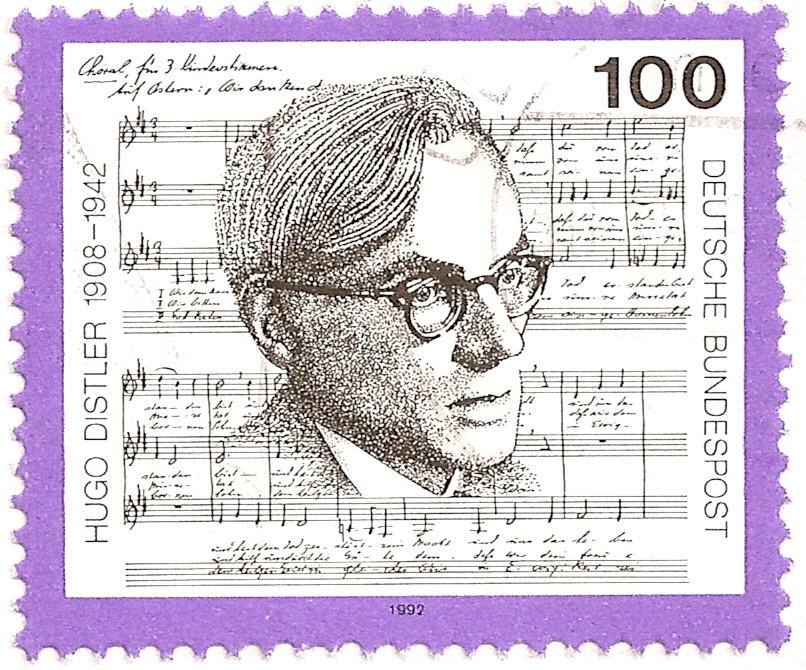
Марка на честь Гуґо Дістлера, 1992 рік

- Марка на честь Гуґо Дістлера, 1992 рікop. 18b: Органна соната Nr. 2 (1939)

## Нагороди та відзнаки
- У Берліні існує хор ім. Гуґо Дістлера; також у Відні існував такий хор у 1980–90 роках.
- У 1992 році німецька пошта видала марки з портретом Дістлера.
- У 2000 році на честь Дістлера був названий астероїд: 11037 Дістлер.